# Django el bastardo
Django, el bastardo (en italiano: Django il bastardo) es una película de 1969 dirigida por Sergio Garrone, producida por Herman Cohen. Este Spaghetti Western de estilo gótico se aprovechó del éxito de la película de Sergio Corbucci, Django, por eso el título. Y también de la película de 1967 E sei vivo spara, por el estilo gótico.

## Argumento
Durante la guerra civil, tres oficiales líderes de un regimiento se venden a los yanquis, matan a los centinelas y permiten que las tropas enemigas masacren a todos sus hombres.
Sin embargo, uno de ellos queda vivo... Dado por muerto, Django (Anthony Steffen) comienza a buscar a sus enemigos: los hombres que lo creyeron muerto. 

## Sinopsis
Estamos en 1881 y una figura ataviada de oscuro desde la cabeza hasta los pies, busca en Desert City a los responsables de haberse transformado casi en un alma en pena. Durante buena parte de la trama el personaje de Steffen no parece un ser humano, sino una fuerza incontenible llegada desde el más allá para cumplir con un resarcimiento marcado por el destino y no por alguna decisión de carácter humano. De hecho, frente a sus adversarios, Django se muestra capaz de desafiar las leyes del comportamiento humano: aparece y desaparece, es capaz en un segundo de transformarse en una sombra, desafía las leyes del movimiento y de las leyes de la gravedad. Las primeras dos cruces que clava sobre la polvorienta geografía del Oeste, adelantándose a la ejecución que tiene decidida y que según parece nada ni nadie podrá impedir, lleva dos nombres visibles: Howard Ross y Sam Hawkens. No tarda en ajustar cuentas con ellos dejando detrás de si y de estos actos una estela de sobre cogedoras sensaciones. Casi las mismas que parecen atraparlo cuando está a punto de encontrarse con ellos: en ellas vemos imagen es fugaces y fragmentadas de enfrentamientos, disparos y víctimas, casi todas ellas vestidas con el clásico uniforme grisáceo de los soldados que combatieron por los estados del Sur en la Guerra Civil, también conocida como Guerra de secesión.
Con el tiempo nos enteramos, que Django era uno de esos combatientes. Que defendió con entusiasmo patriótico la divisa sureña y que en aquella otra vida era un hombre como cualquier otro, cuya locuacidad y disposición de ánimo estaba en las antípodas de lo que hoy muestra, transformando en un auténtico fantasma. Y también sabremos que los tales Ross y Hawkens, a los que se agrega Rod Murdok, son tres altos oficiales del ejército del Sur, que no dudan en traicionar sus subordinados a cambio dinero y llevarlos a una muerte segura durante una emboscada urdida por sus adversarios del Norte.
Dado muerto Django comienza como único sobre viviente de la operación su vendetta, resuelto a hacerle pagar al trío con la vida la felonía cometida en perjuicio de sus antiguos camaradas de armas. Una revancha que responde mucho a los cánones de una película tradicional de terror que a lo que podría esperarse de una clásica historia del Lejano Oeste basada en tradiciones y venganzas. De la hierática e inalterable expresión facial de Django no se desprende sentimiento alguno. Si de sus comportamientos, que parecen impulsados desde algún rincón de ultratumba, como un diabólico ángel vengador.
Y si el escarmiento mortal que sufren Ross y Hawkens le resulta a Django un trámite más o menos sencillo, las cosas se complicaran mucho más cuando le toque intentar algo parecido con Rod Murdock, ahora convertido en el hombre fuerte del poblado. Aunque quien ejerce el verdadero terror sobre los ciudadanos del lugar es el hermano de Rod, Luke un hombre mentalmente perturbado y de comporta miento casi psicótico, cuya esposa Alida permanece junto a él solo por interesadas razones monetarias.

## Idiomas
- Italia: Django il bastardo
- Argentina y España: Django el bastardo
- Grecia: Django, to megalo katharma
- Alemania: Django und die Bande der Bluthunde
- Inglaterra: Django the bastard
- EUA: The Strangers Gundown
- Australia y Noruega: Stranger's Gundown
- Brasil: Django, o bastardo

## Año de estreno
- 1969: Italia

- 1970: Dinamarca

- 1971: Francia y Alemania

- 1973: España

- 1974: USA

- 1976: Argentina

- 1995: Reino Unido

- 2003: Noruega